# Alix Duchet
Pour les articles homonymes, voir Duchet.
Alix Duchet, née le 30 décembre 1997 à Roanne (Loire), est une joueuse française de basket-ball.
Avec l'équipe de France, elle obtient la médaille d'argent en  2021 ainsi que le bronze olympique en 2020.

## Biographie
À l’âge de 7 ans, elle découvre le basket-ball déjà pratiqué par son père et ses frères et sœurs dans le club de son village de Boyer avant de rejoindre le club voisin du Coteau : « 2 titres de championnes ligue benjamine groupe A avec Clément Vacher et surtout une année exceptionnelle qui m’a donné un titre de Championne de France des sélections minimes 2e année  avec le Pôle espoir, suivi d’un titre de Championne de France Cadette Groupe B en étant surclassée avec Pierre Grivot et ma première sélection en équipe de France U16 toujours en étant surclassée ». Elle rejoint ensuite le Pôle espoir du Lyonnais  puis l’INSEP. Elle se blesse au genou en 2013 aux Jeux de la Jeunesse aux Pays-Bas, ce qui la prive du championnat d’Europe U16, pour lequel elle avait été retenue bien que n’ayant que 15 ans, et fait de 2013-2014 une saison blanche. 
Meilleure passeuse de Ligue 2 pour sa dernière saison avec le Centre fédéral, elle signe son premier contrat professionnel à Arras, attirée par un club où Cécile Piccin responsabilise de jeunes joueuses comme Élodie Mendy et Clarince Djaldi-Tabdi. Sa saison 2016-2017 avec Nice est écourtée par une rupture du ligament croisé du genou alors qu’elle tournait à 5,3 points, 3,1 passes décisives et 2,9 rebonds.
En avril 2020, au terme d'une saison écourtée par la pandémie de Covid-19, elle s’engage pour Bourges. Non épargnée par les blessures, elle a aussi été opérée de la cheville et du ménisque à deux reprises.

## Équipe nationale
Meilleure passeuse du tournoi, elle est médaillée d’argent lors des championnats d’Europe U18 en Slovénie, les Françaises étant battues par l’Espagne 60 à 76 en finale. En 2014, elle participe au Mondial U17 comme capitaine d'une sélection où figure aussi Alexia Chartereau et Lisa Berkani, mais la France cale en quart de finale et finit huitième.
Le 14 février 2018, elle dispute son premier match avec l'équipe de France face à la Finlande et y inscrit 2 points, 2 passes et 3 rebonds lors d'une victoire facile des Bleues.
Elle fait partie de l'équipe de France médaillée de bronze aux Jeux olympiques d'été de 2020 à Tokyo.

## Palmarès

### En sélection nationale

#### Seniors
- Médaille d'argent au championnat d'Europe 2021 en France et en Espagne
- Médaille de bronze aux Jeux olympiques d'été de 2020 à Tokyo[13]

#### Jeunes
- Médaille d'argent au championnat d'Europe U18 2015[6]

### En club
- Championne de France : 2021-22 [14]
- Vainqueur de l'Eurocoupe : 2021-22[15]

## Distinctions personnelles
- Meilleure joueuse espoir de LFB en 2016
- Chevalier de l'ordre national du Mérite (décret du 8 septembre 2021)[16]

## Clubs
- 2012-2015 :  Centre fédéral
- 2015-2016 :  Arras Pays d'Artois basket féminin
- 2016-2018 :  Nice
- 2018-2020 :  Lattes Montpellier
- 2020- :  Bourges